# كورتيس جونز
كورتيس جونز (بالإنجليزية: Curtis Jones)‏ هو موسيقي ودي جيه وملحن ومنتج أسطوانات ومغني أمريكي، ولد في 26 أبريل 1967 في شيكاغو في الولايات المتحدة.

## وصلات خارجية
- الموقع الرسمي
- كورتيس جونز على موقع ميوزك برينز (الإنجليزية)
- كورتيس جونز على موقع ميوزك برينز (الإنجليزية)
- كورتيس جونز على موقع ميوزك برينز (الإنجليزية)
- كورتيس جونز على موقع أول ميوزيك (الإنجليزية)
- كورتيس جونز على موقع أول ميوزيك (الإنجليزية)
- كورتيس جونز على موقع ديسكوغز (الإنجليزية)
- كورتيس جونز على موقع ديسكوغز (الإنجليزية)
- كورتيس جونز على موقع ديسكوغز (الإنجليزية)